# Boeing 727
Boeing 727 er et amerikansk narrow body-passagerfly, der blev udviklet af Boeing, og som af denne blev produceret mellem 1962 og 1984. Det var flyet, som i 1956 skulle konkurrere med den franske Caravelle. Det kom for første gang i kommerciel trafik i februar 1964. Med motorerne ved halen og gode flyveegenskaber blev den hurtigt populær. Af modellen blev der i alt produceret 1.832 eksemplarer.

## Tekniske data for 727-220 Advanced
- Vingespænd: 32,92 m
- Længde: 46,69 m
- Vingeareal: 157,9 m²
- Max. startvægt: 95.027 kg
- Cruise hastighed: 866 km/t
- Rækkevidde: 4.788 km

## Varianter
Boeing 727 blev bygget i to varianter. 727-100 og 727-200.
Boeing 727-100 var den første udvikling, med plads til i alt 131 passagerer. Der blev solgt 582 727-100, hvoraf 40 var privatfly.
Boeing 727-200 var forlænget med 6 meter, og kunne medbringe op til 189 passagerer. Der blev bygget over 1200 727-200, hvoraf 15 var privatfly.